# Lepaca Kliffoth
Albums de Therion
Symphony Masses: Ho Drakon Ho Megas
(1993) Theli
(1996)
Lepaca Kliffoth est le quatrième album du groupe suédois de death metal symphonique Therion, édité le 4 avril 1995 par Megarock Records.
Le titre de l'album se traduit par loué soit Qliphoth.

## Liste des chansons
Toutes les chansons sont écrites et composées par Christoffer Johnsson.
| No  | Titre                                         | Durée |
| --- | --------------------------------------------- | ----- |
| 1.  | The Wings of the Hydra                        | 3:33  |
| 2.  | Melez                                         | 4:07  |
| 3.  | Arrival of the Darkest Queen                  | 0:54  |
| 4.  | The Beauty in Black                           | 3:12  |
| 5.  | Riders of Theli                               | 2:51  |
| 6.  | Black                                         | 5:02  |
| 7.  | Darkness Eve                                  | 5:19  |
| 8.  | Sorrows of the Moon (reprise de Celtic Frost) | 3:26  |
| 9.  | Let the New Day Begin                         | 3:35  |
| 10. | Lepaca Kliffoth                               | 4:26  |
| 11. | Evocation of Vovin                            | 4:52  |